# 界河站
界河站是一个京沪线上的铁路车站，位于山东省滕州市界河镇，建于1911年，目前为四等站，邮政编码为277531。目前客运：办理旅客乘降；行李、包裹托运；货运：办理整车货物发到。